# Sven Wäsström
 Sven Erland Emanuel Wäsström , född 13 april 1912 i Österlövsta församling, Uppsala län, död 14 december 2001 i Domkyrkoförsamlingen i Uppsala, var en svensk ämbetsman.
Sven Wäsström var son till kyrkoherden Erland Wäsström och Doris Norelius. Han tog en fil. kand-examen i slaviska språk, statskunskap, historia och nationalekonomi.
Sommaren 1940 började han arbeta på Försvarsstabens kryptoavdelning, som var föregångare till Försvarets Radioanstalt. Han blev gruppchef 1942 på FRA och byråchef 1972. Efter sin pensionering 1978 forskade han och skrev om svensk signalspaning. Han upptäckte bland annat dokumentation om vad som troligen var världens första kryptomaskin, Fredrik Gripenstiernas kryptomaskin, vilken hade konstruerats 1786 åt Gustav III.